# San Juan de los Cues
San Juan de los Cues là một đô thị thuộc bang Oaxaca, México. Năm 2005, dân số của đô thị này là 2447 người.